# Вилхелм Хайнрих (Насау-Узинген)
Вилхелм Хайнрих фон Насау-Узинген (на немски: Wilhelm Heinrich von Nassau-Usingen; * 2 май 1684, Хертогенбос; † 14 февруари 1718, Узинген) е от 1702 до 1718 г. княз на Насау-Узинген.

## Живот
Той е син на княз Валрад фон Насау-Узинген (1635 – 1702) и първата му съпруга Катерина Франсоаз комтеса дьо Круа-Рьол († 1686, Франкфурт на Майн).
През 1691 г. Вилхелм Хайнрих влиза в нидерландската войска. От 1701 до 1707 г. е полковник и на 30 юни 1703 г. е ранен в битката при Екерен.
През 1707 г. основава село Вилхелмсдорф.
Вилхелм Хайнрих се жени на 15 април 1706 г. за графиня Шарлота Амалия фон Насау-Диленбург (* 13 юни 1680, Диленбург; † 11 октомври 1738, Бибрих, Висбаден), дъщеря на княз Хайнрих фон Насау-Диленбург и херцогиня Доротея Елизабет фон Силезия-Лигниц-Бриг. След смъртта му през 1718 г. тя поема регентството до 1733 г. за малолетния им син Карл.

## Деца
Вилхелм Хайнрих и Шарлота Амалия имат децата:
- Франсоаз (Франциска Доротея) (1707 – 1750)
- Хайнрих Фердинанд (1708 – 1708), наследствен принц на Насау
- Амалия Фридерика Луиза (1709 – 1709)
- Вилхелм Адолф (1710 – 1710), наследствен принц на Насау
- Карл (1712 – 1775), от 1718 г. княз на Насау-Узинген
- дете (1713)
- Хедвиг Хенриета (1714 – 1786), близначка на Лудвиг Август
- Лудвиг Август (1714 – 1714)
- Йохана Христина (1715 – 1716)
- Вилхелм Хайнрих (1718 – 1768), от 1735 г. княз на Насау-Саарбрюкен